# فرودگاه نیلسن
 فرودگاه نیلسن (به انگلیسی: Nielsen Airport) یک فرودگاه خصوصی است که یک باند فرود چمن دارد و طول باند آن ۳۵۰ متر است. این فرودگاه در کشور ایالات متحده آمریکا قرار دارد و در ارتفاع ۱۵۵ متری از سطح دریا واقع شده است.